# Cupa României 1965-1966
La Cupa României 1965-1966 è stata la 28ª edizione della coppa nazionale disputata tra il 9 marzo e il 17 luglio 1966 e conclusa con la vittoria dello Steaua Bucarest, al suo settimo titolo.

## Sedicesimi di finale
Gli incontri si sono disputati tra il 9 e il 13 marzo 1966.
| Squadra 1               | Risultato | Squadra 2            |
| ----------------------- | --------- | -------------------- |
| Victoria Călan          | 0 - 3     | Steaua Bucarest      |
| AS Aiud                 | 3 - 1     | Știința Craiova      |
| Vagonul Arad            | 1 - 2     | Dinamo Bucarest      |
| Dinamo Bacău            | 0 - 1     | CSMS Iași            |
| Minerul Baia Mare       | 2 - 2 dts | Petrolul Ploiești    |
| Metalurgistul București | 1 - 2     | Steagul Roșu Brașov  |
| Dunărea Calafat         | 0 - 4     | Știința Cluj         |
| Clujeana Cluj           | 3 - 1     | Progresul București  |
| Foresta Fălticeni       | 0 - 3     | Farul Constanța      |
| Fructexport Focșani     | 0 - 4     | Siderurgistul Galați |
| Cimentul Megdigia       | 3 - 1     | Știința Timișoara    |
| Petrolul Moinești       | 0 - 1     | Soda Ocna-Mureș      |
| Jiul Petrila            | 1 - 1 dts | Rapid Bucarest       |
| Rapid Plopeni           | 1 - 0     | Dinamo Pitești       |
| CSM Sibiu               | 0 - 2     | UTA Arad             |
| Știința Târgu-Mureș     | 1 - 3     | Crișul Oradea        |

## Ottavi di finale
Gli incontri si sono disputati l'11 maggio 1966.
| Squadra 1           | Risultato | Squadra 2            |
| ------------------- | --------- | -------------------- |
| Rapid Bucarest      | 2 - 0     | CSMS Iași            |
| UTA Arad            | 2 - 0     | Cimentul Medgidia    |
| Farul Constanța     | 3 - 2 dts | Metalul Plopeni      |
| Crișul Oradea       | 3 - 2     | AS Aiud              |
| Steagul Roșu Brașov | 1 - 0     | Clujeana Cluj        |
| Dinamo Bucarest     | 3 - 1 dts | Universitatea Cluj   |
| Petrolul Ploiești   | 1 - 0 dts | Siderurgistul Galați |
| Steaua Bucarest     | 2 - 0     | Soda Ocna-Mureș      |

## Quarti di finale
Gli incontri si sono disputati il 22 giugno 1966.
| Squadra 1       | Risultato | Squadra 2           |
| --------------- | --------- | ------------------- |
| Farul Constanța | 2 - 1     | Steagul Roșu Brașov |
| Steaua Bucarest | 2 - 0     | Dinamo Bucarest     |
| UTA Arad        | 2 - 1     | Crișul Oradea       |
| Rapid Bucarest  | 2 - 0     | Petrolul Ploiești   |

## Semifinali
Gli incontri si sono disputati il 13 luglio 1966.
| Squadra 1       | Risultato | Squadra 2       |
| --------------- | --------- | --------------- |
| Steaua Bucarest | 3 - 0     | Rapid Bucarest  |
| UTA Arad        | 3 - 2     | Farul Constanța |

## Finale
La finale venne disputata il 17 luglio 1966 a Bucarest.
| Arbitro: | Erwin Vetter (Germania Est) |

|                                                             |           |  |
| Gavril Raksi 63’ 70’ Florea Voinea 75’ Lajos Sătmăreanu 88’ | Marcatori |  |